# Russinos

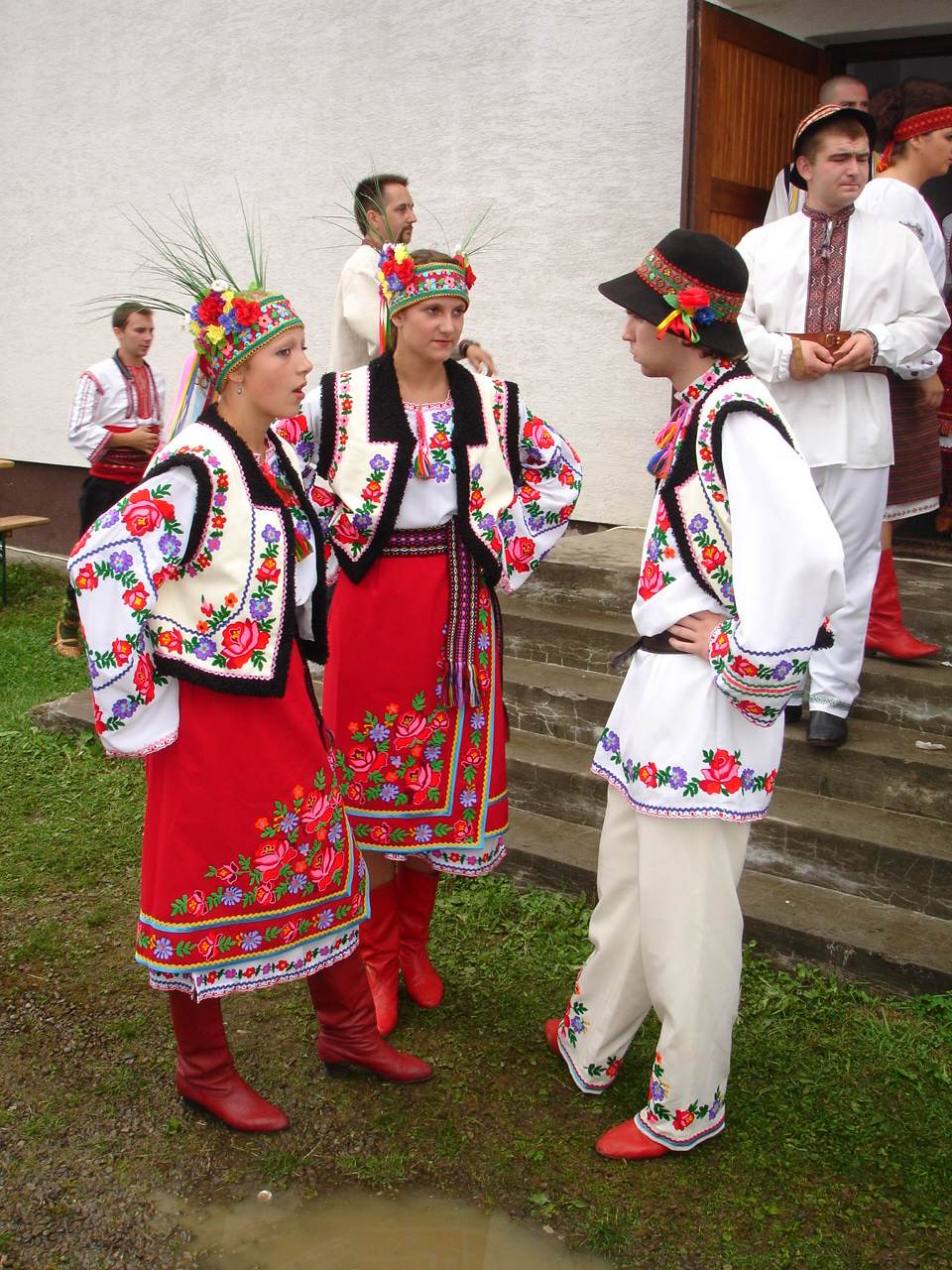
Russinos da área de Przemyśl em traje folclórico.

Os russinos (em russino:  Русины), também chamados de rutenos dos Cárpatos e cárpato-rutenos, são um grupo étnico da Europa, que falam a língua russina e descendem dos russianos que não se tornaram ucranianos, no século XIX.
São originários do norte dos Cárpatos e ainda habitam essas áreas como também algumas outras na planície da Panônia (os russinos da Panônia). Sua terra natal é frequentemente citada como Rutênia Cárpata, embora a região não corresponda exatamente aos locais habitados pelos russinos.
O principal grupo russino montanhês dos antigos Cárpatos galicianos é chamado lemko.

## História
Alguns grupos étnicos rutenos viviam na fronteira do território não completamente incluído na nação ucraniana, como os povos da Rutênia Cárpata, os cossacos do Dom, os polésios e os rutenos da Podláquia. Alguns deles continuaram a se autodenominar rutenos ou rutanos.
Em contraste com o movimento nacional ucraniano, o movimento moderno russino foi baseado no conceito de unidade com os russos. Nesse sentido os russino representam a típica etnia de área delimitada e seu despertar nacional é uma negação do nacionalismo ucraniano.
O movimento nacional russino é especialmente forte entre aqueles grupos russinos que se tornaram há algum tempo geograficamente separados do território étnico ucraniano (por exemplo os assentamentos russinos na Sérvia (Voivodina) e comunidades estabelecidas nos Estados Unidos, Canadá, Argentina e Brasil.
Durante o domínio do Império Austro-Húngaro (séculos XVIII e XIX), alguns russinos se deslocaram para onde hoje são as regiões norte da Bósnia, Voivodina (hoje na Sérvia) e Eslavônia (hoje na Croácia). Nessas regiões eles são chamados russinos da Panônia. Observe-se que no censo iugoslavo de 1971, tanto ucranianos (Ukrajinci/Украјинци) quanto russinos (Rusini/Русини) foram registrados coletivamente como russinos, embora inicialmente tivessem sido registrados em separado, formando uma minoria. Os russinos eram registrados como uma nacionalidade separada pelos censos realizados na Polônia, antes da Segunda Guerra Mundial.

## Religião
Os russinos são um grupo étnico que nunca teve uma pátria. Como tal, eles têm sido pelas grandes potências da região (Hungria, Eslováquia, Polônia, Ucrânia, Rússia, etc.).
Quando os russinos aceitaram o cristianismo, o quem ou o quê eles cultuavam antes, é motivo de algum debate. Mas isso aconteceu claramente antes do cisma entre ortodoxos (no leste) e católicos (no oeste) em 1054. Cirilo (que dá nome ao alfabeto cirílico) e Metódio são citados como os "apóstolos dos eslavos" e muitas igrejas rutenas foram construídas em sua homenagem.
O autor Paul Robert Magocsi fornece uma das mais detalhadas e equilibradas descrições da história russina em "Our People: Carpatho-Rusyns and Their Descendants in North America" (Nosso Povo: Cárpato-rutenos e seus Descendentes na América do Norte) publicado em 1984. Ele registrou que havia aproximadamente 690 mil membros russinos cristãos nos Estados Unidos (320 mil de afiliações católicas, 270 mil de afiliações ortodoxas e cerca de 100.000 protestantes e de outras afiliações).

### Católicos de Rito Oriental (Uniatas)
Muitos russinos pertencem à Igreja Católica Bizantina Rutena, que reconhece a autoridade do Papa, desde os congressos de Uzhhorod em 1508 e de Brest-Litovsk em 1596, mas compartilham a sua antiga liturgia eslavônica e a maioria de suas formas exteriores (tradições, costumes, ritos) com a Igreja Ortodoxa.

### Igreja Ortodoxa
Embora originalmente ligada à Igreja Ortodoxa Russa, a afiliação dos russinos foi adversamente afetada pela revolução comunista na Rússia, com a resultante diáspora ortodoxa. Algumas comunidades emigradas exigiram o direito de continuar a tradição ortodoxa da igreja anterior à revolução, enquanto outras refutaram ou minimizaram a validade da organização da igreja funcionando sob a autoridade comunista. À Igreja Ortodoxa na América foi concedido o status de autonomia pelo Patriarcado de Moscou, em 1970.

## Língua
O russina é semelhante ao ucraniano — tão semelhante que o governo ucraniano a considera um dialeto do ucraniano, o que é uma ofensa para alguns russinos. No extremo oeste da Rutênia Cárpata, a língua se aproxima do eslovaco. O dialeto ucraniano dos hutsuls, próximo aos limites da Bucóvina é também similarmente distinto.
O russino tem estatuto de língua oficial na Voivodina. A língua russina na Voivodina, no entanto, é classificada como eslava ocidental e compartilha muitas similaridades com o eslovaco.

## Russinos famosos
- Andy Warhol (nome de nascimento Warhola) - filho de russinos da Eslováquia.
- Tom Ridge - filho de pai mestiço cherokee e mãe rutena de família eslovaca, político norte-americano.
- Sandra Dee (nome de nascimento Alexandra Zuck) - neta de imigrantes russinos, atriz norte-americana.
- Burt Rutan, aviador americano, descendente de imigrantes russinos.